# حمید لطیفی

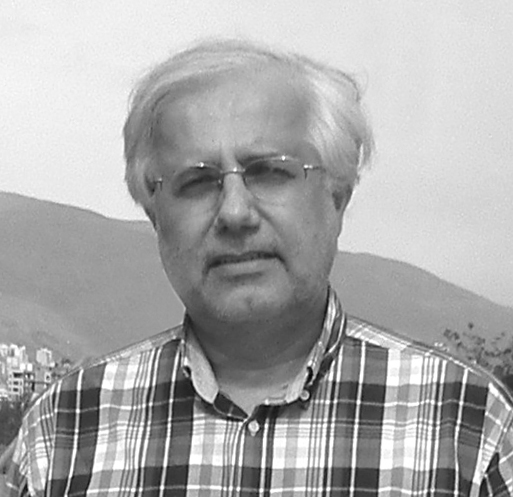

حمید لطیفی متولد Nov,05,1958 تهران، یکی از پیشگامان اپتیک و لیزر و رشته فوتونیک در ایران است.
وی بعد از گذراندن تحصیلات اولیه در تهران برای ادامه تحصیل دو سال قبل از انقلاب به آمریکا سفر کرد و در سال ۱۹۸۲ میلادی وارد دانشگاه California State University at Hayward شد و مدرک لیسانس فیزیک خود را از این دانشگاه اخذ کرد. سپس در سال ۱۹۸۶ میلادی وارد دانشگاه New Mexico State University at Las Cruces شد و مدرک کارشناسی ارشد و دکترای خود را در رشته فیزیک از همین دانشگاه اخذ کرد.
و برای یک سال(June1989- ژوئن ۱۹۹۰) در دانشگاه Colorado State University مشغول به تحقیق شد.
از July 1990- ژانویه ۱۹۹۱ در دانشگاه سابق خود New Mexico State University به تحقیقات خود ادامه داد. وی پس از ۱۴ سال زندگی و تحصیل در آمریکا به ایران بازگشت و در دانشگاه شهید بهشتی مشغول به تدریس در رشته اپتیک و فوتونیک شد.
از جمله کارهای او تأسیس پژوهشکده لیزر و پلاسما در دانشگاه شهید بهشتی است .دکتر حمید لطیفی برای اولین بار رشته جدید فوتونیک را  در ایران به اجرا در اورد و در سال ۱۳۸۱ برای اولین بار در این رشته دانشجوی کارشناسی ارشد و در سال ۱۳۸۳ دانشجوی دکتری پذیرش شد. وی همیشه به دانشجویان خود میگوید"در زندگی خود حداقل یک مهارت را خوب بلد باشید، این مهارت روزی شما را نجات خواهد داد."
وی از بهمن ۱۳۸۴ تا مهر ۱۳۸۶ ریاست دانشگاه شهید بهشتی را عهده‌دار شد و در بهبود شرایط دانشگاه نقش بسزایی داشت. 
وی اکنون در پژوهشکده لیزر و پلاسمای دانشگاه شهید بهشتی دارای آزمایشگاه‌های پیشرفته نوری در زمینه‌های تصویربرداری نوری از مغز (نوروفوتونیک)، سنسورهای فیبرنوری، میکروفلوئیدیک، هولوگرافی می‌باشد و در همین دانشگاه مشغول به کار است.

حمید لطیفی در تاریخ ۱۳ آبان ماه ۱۳۹۷ به سمت دبیری ستاد توسعه فناوری لیزر، فوتونیک، ساخت و مواد پیشرفته منصوب شد.

## سوابق مدیریتی
1) Head of Laser Research Institutes at Shahid Beheshti University since ۱۹۹۵
2) Member of Board of Directors of optics and photonics society of Iran
Since 2004 to now(2004)
3) Member of laser and optics subcommittee of Iranian Physics Society , ۲۰۰۰–۲۰۰۳
4) Founder and managing director of Faranooran Laser Engineering Company,
۱۹۹۴–۱۹۹۸
5) Head of board of directors at Faranooran Laser Engineering Company,
۱۹۹۴–۲۰۰۰
6) Head of Shahid Beheshti University (SBU) since ۲۰۰۶